# Gehenna
Gehenna — норвезький блек-метал гурт створений у Ставангері, Норвегія.

## Історія гурту
Команду створив в 1993 році Санрааб, Долгар і Сір Вереда. Гурт з самого початку не мав назви, адже учасники колективу вирішили дати назву майбутньому гуртові вже під час запису готового матеріалу. Санрааб і Долгар швидко поділили обов'язки вокаліста, гітариста, басиста та клавішника, а Вереді залишили барабани.
У травні гурт створює перший демо-запис Black Seared Heart, записаний у Soundsuite Studios, тиражем в 100 примірників. Дві композиції згодом перевидає голландський лейбл Necromatic Gallery (7-дюймовий EP) під назвою Ancestors of the darkly sky. Незабаром після цього Вереда потрапляє до в'язниці у зв'язку з підпалом церкви. Новим ударником стає Дірге Реп, а бас-гітаристом — Свартальв.
У січні 1994-го гурт займається записом нового альбому, але мереж фінансові проблеми записує тільки 3 «сирих» композиції, які згодом були перевидані у наступних альбомах. У лютому почалися інтенсивні репетиції, і тоді ж відбувся перший концерт «Gehenna». Після вдалих концертів до колективу приєднується Саркана — нова клавішниця. Gehenna виступає в Осло разом з відомими колективами Dark Funeral, Gorgoroth, Dissection і Enslaved. З новою учасницею команда продовжує роботу та записує довгоочікуваний альбом First Spell, що вийшов на місцевому лейблі Head Not Found.
Гурт стрімко здобуває популярність та підписує двохальбомний контракт з лейблом Cacophonous Records. Згодом, альбом Seen Through The Veils of Darkness, виданий у 1995-му, набуває чималого розголосу серед фанатів блек-металу. Команда запрошує для запису вокальних партій сесійного музиканта Гарма, відомого за своєю участю у культових гуртах Ulver та Arcturus Незабаром після релізу Свартальв переїхав в Осло, де приєднався до Nocturnal Breed. «Gehenna» запросили на сесії наступного альбому Ноктіфера, але й він пробув у гурті не більше, ніж пів року. Тоді на деякий час у гурт прийшов I. N. Death. Дез швидко вливається в колектив.
У 1996 році побачив світ ще один альбом «Malice». Музиканти беруть участь у фестивалі Under the black sun та гастролюють Європою разом з відомими Marduk і Mysticum. Після кількох турів Gehenna втратила двох своїх учасників. Саркана покинула гурт через те, що вичерпала усе натхнення у команді, а Реп, що постійно конфліктував зі Санраабом, перебрався в Enslaved.
Санрааб чув про ударника на ім'я Блод та вирішив дати йому шанс грати у гурті. Після кількох проведених репетицій Блода прийняли у колектив, а клавішником згодом став Деміен. Коли колектив зібрався в студії, виявилося що музика «Gehenna» значно змінилася і стала більш агресивною. Це обумовлювалося відсутністю Саркани і тим, що Блод раніше спеціалізувався на дез-металі.
Gehenna підписала контракт з Moonfog Productions, який випустив EP Deadlights і альбом Adimiron Black (за участю Саркани на перші композиції треку і «Eater of the Dead») в 1998 році. Вони виступили з Dødheimsgard і Gorgoroth в Осло. У 1999-му Деміен, як і Свартальв, перебрався в Осло. З новою клавішницею Кіне «Gehenna» записала альбом Murder, після чого на гурт обрушилася чергова хвиля внутрішніх чвар. В результаті розбірок пішли Долгар, Дез і Блод, а з оригінального складу залишився тільки Санрааб.

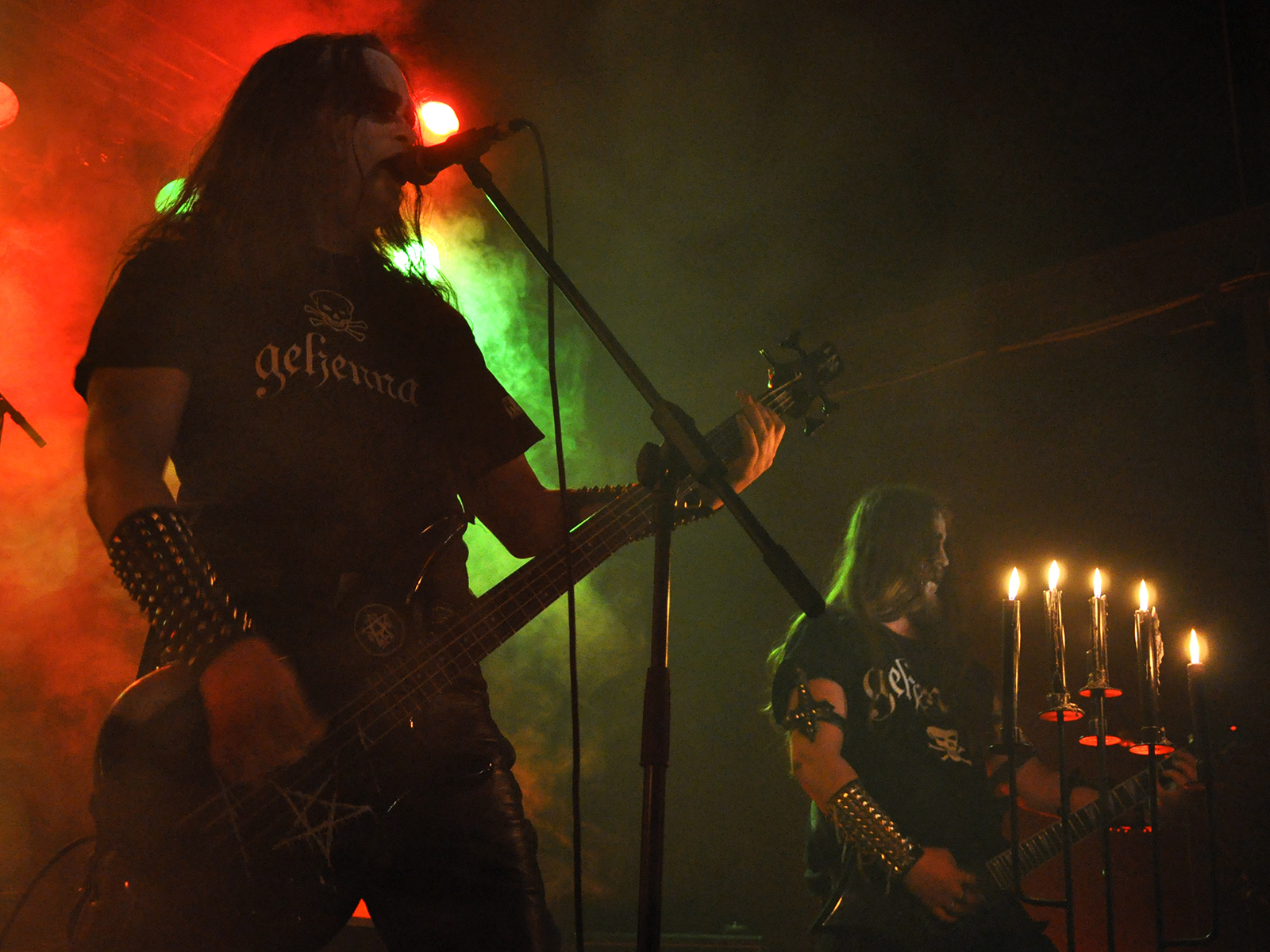
Виступ Gehenna у Шпаєрі, 2011 р.

Лише тільки у 2003 році Долгару і Санраабу вдалося залагодити конфлікти і «Gehenna» відновила свою діяльність.
Альбом під назвою WW був виданий у 2005 році за участю запрошеного музиканта Фроста.
Вкінці 2005 року гурт підписує контракт з ANP Records, але згодом оголошує, що контракт скасовано, адже вони починають співпрацювати з норвезьким лейблом «Indie Recordings».
У 2013 році, через п'ять років після підписання контракту з Indie Recordings, Gehenna, нарешті, записала і видала новий альбом під назвою Unravel. Це були перші і перші записи Slaktaren для Gehenna і першого альбому гурту, в якому Санрааб був єдиним провідним вокалістом. Долгар пішов після того, як альбом був записаний, і його замінив Бейтінг, а Санрааб став одним вокалістом у колективі.

## Склад гурту

### Учасники
- Санрааб — гітара, вокал
- Слактерен — ударні
- Скинндьод — гітара
- Byting — бас-гітара

### Колишні учасники
- Блод — ударні (1998—2001)
- Деміен — клавішні(1998—1999)
- І. Н. Дез — бас-гітара (1996—2000)
- Фрост — сесійні ударні
- Кіне — клавішні (2000—2005)
- Некро — гітара
- Ноктіфер — бас-гітара (1996)
- С. Вінтер — ударні (1993)
- Саркана — клавишні (1994—1997)
- Сір Вереда — ударні (1993)
- Свартальв — бас-гітара (1993—1996)
- Дірге Реп — ударні (1993—1997, 2007)
- Долгар — вокал, бас, гітара (1993—2013)
- Амок — гітара (2005—2009)
- Наг — бас-гітара (2000)

## Дискографія
- Black Seared Heart — Necromantic Gallery Productions (1993)
- Ancestor of the Darkly Sky (1993)
- First Spell — Head Not Found Records (1994)
- Seen Through the Veils of Darkness (The Second Spell) — Cacophonous Records (1995)
- Malice (Our Third Spell) — Cacophonous Records (1996)
- Black Seared Heart (Re-Release of BSH Demo, with bonus tracks) — Holycaust Records (1996)
- Deadlights — Moonfog Productions (1998)
- Adimiron Black — Moonfog Productions (1998)
- «Transilvanian Hunger» on Darkthrone Holy Darkthrone — Moonfog Productions (1998)
- Murder — Moonfog Productions (2000)
- «Crucified One» on Moonfog 2000 — A Different Perspective — Moonfog Productions (2000)
- «Cursed in Eternity» on Originators of the Northern Darkness — A Tribute to Mayhem — Avantgarde Music (2001)
- WW — Moonfog Productions (2005)
- Unravel — Indie Recordings (2013)